# Espaço separável
Em matemática, um espaço topológico {\displaystyle X\,} é dito separável se possui um subconjunto {\displaystyle D\,} enumerável denso em {\displaystyle X\,}.